# Lisânias (tirano de Cálcis)
Lisânias foi o filho e sucessor de Ptolemeu, filho de Meneu, tirano de Cálcis da Celessíria. A fonte para sua vida é Flávio Josefo.
Seu pai, Ptolemeu, um homem perverso, era parente por casamento de Dionísio de Trípoli, que havia sido decapitado, porém quando Pompeu entrou em seu território, Ptolomeu comprou a absolvição de seus crimes por mil talentos, que Pompeu usou para pagar seus soldados.
Após a morte de Ptolemeu, Lisânias tomou o governo de Cálcis, e se aliou a Antígono, filho de Aristóbulo. Antígono  havia oferecido aos partas mil talentos e quintentas mulheres, para que eles tomassem o governo da Judeia de Hircano, e matassem Herodes. Apesar de Antígono não ter pago o que prometera, os partas, com Antígono, invadiram a Judeia. As forças partas eram lideradas por Pácoro, comandante das forças navais e filho do rei da Pártia, e Barzapharnes, comandante das forças terrestres. O reino de Antígono na Judeia durou de 40 a 37 a.C., ele foi o último asmoneu a reinar, e foi sucedido por Herodes, o Grande, cliente de Roma.
Em 36  ou 34 a.C., Lisânias foi morto por Marco Antônio, por ter trazido os partas para atacar a Judeia.
Calvino, baseando-se em que Lisânias, filho de Ptolemeu Meneu, era pai de Lisânias, que chamou os partas para invadirem a Síria e foi morto por Cleópatra, conjecturou que ele poderia ter um neto, também chamado Lisânias, que seria o tetrarca de Abilene mencionado em Lucas 3:1.
Outros historiadores  propõem que o Lisânias bíblico seria o mesmo que o filho de Ptolemeu, e que a atribuição da tetraquia a Lisânias seria geográfica, ou seja, a tetrarquia era chamada "de Lisânias" por causa do rei que havia sido morto décadas antes.